# .travel
.travel is een generiek topleveldomein (gTLD) gebruikt voor het Internet Domain Name System.
De domeinnaam is bedoeld voor organisaties in de reisbranche, zoals reisbureaus, luchtvaartmaatschappijen, toeristenbureaus, accommodatiebedrijven en andere bedrijven in de branche.
Registraties worden behandeld via geaccrediteerde registrars.